# Norman Rockwell's World... An American Dream

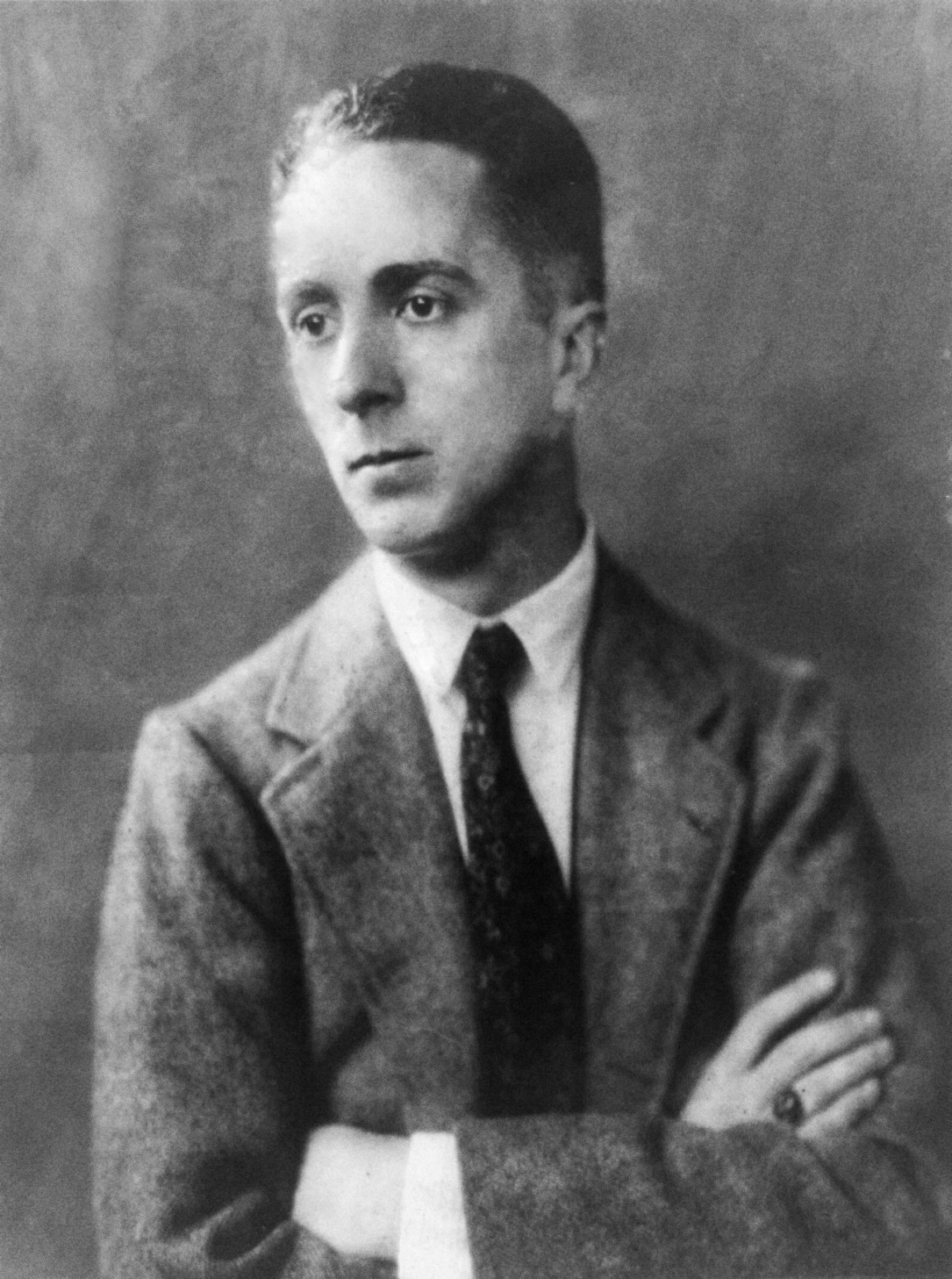
Norman Rockwell (1921)

Norman Rockwell's World... An American Dream é um filme em curta-metragem estadunidense de 1972 dirigido e escrito por Robert Deubel, Richard Barclay e Gaby Monet, que conta a história de Normal Rockwell. Venceu o Oscar de melhor curta-metragem em live action na edição de 1973.

## Elenco
- Norman Rockwell